# Kaweh Pur Rahnama
Kaweh Pur Rahnama /wym.: Kawe/ (per. کاوه پوررهنما, ur. 24 kwietnia 1937 w Teheranie, zm. 1 marca 2012 w Magdalence) – zamieszkały w Polsce i tworzący po polsku pisarz pochodzenia irańskiego, glottodydaktyk i intelektualista, wieloletni pracownik i wykładowca Instytutu Orientalistycznego Uniwersytetu Warszawskiego, z wykształcenia reżyser. Pomysłodawca, autor i współautor wielokrotnie wznawianej serii podręczników do nauki języka perskiego dla polskojęzycznych. 

## Życiorys

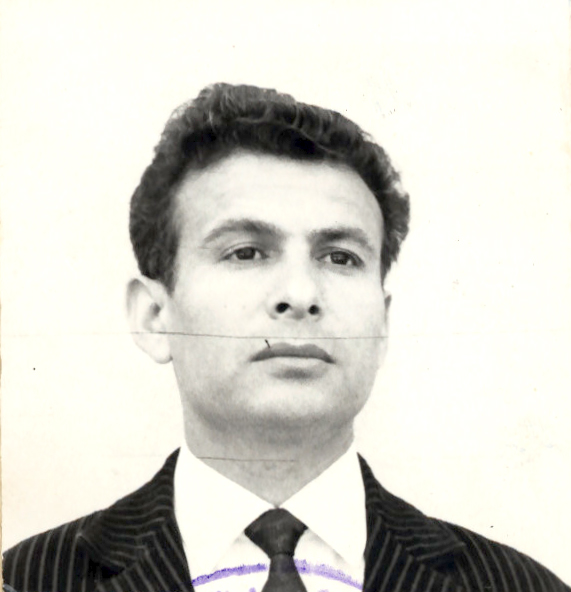
Pur Rahnama w 1972 r.

Po maturze wstąpił do Korpusu Kadetów. Został porucznikiem marynarki wojennej. Ze względu na zaangażowanie w irańskiej Partii Komunistycznej został zaocznie skazany na karę śmierci i był zmuszony uciekać z Iranu pod fałszywym nazwiskiem. Trafił do Sofii, gdzie ukończył Wyższą Szkołę Teatralną, a następnie do Polski, gdzie został absolwentem szkoły filmowej w Łodzi. Jako pracę dyplomową wyreżyserował pełnometrażowy film fabularny zatytułowany Nie ma powrotu Johnny.

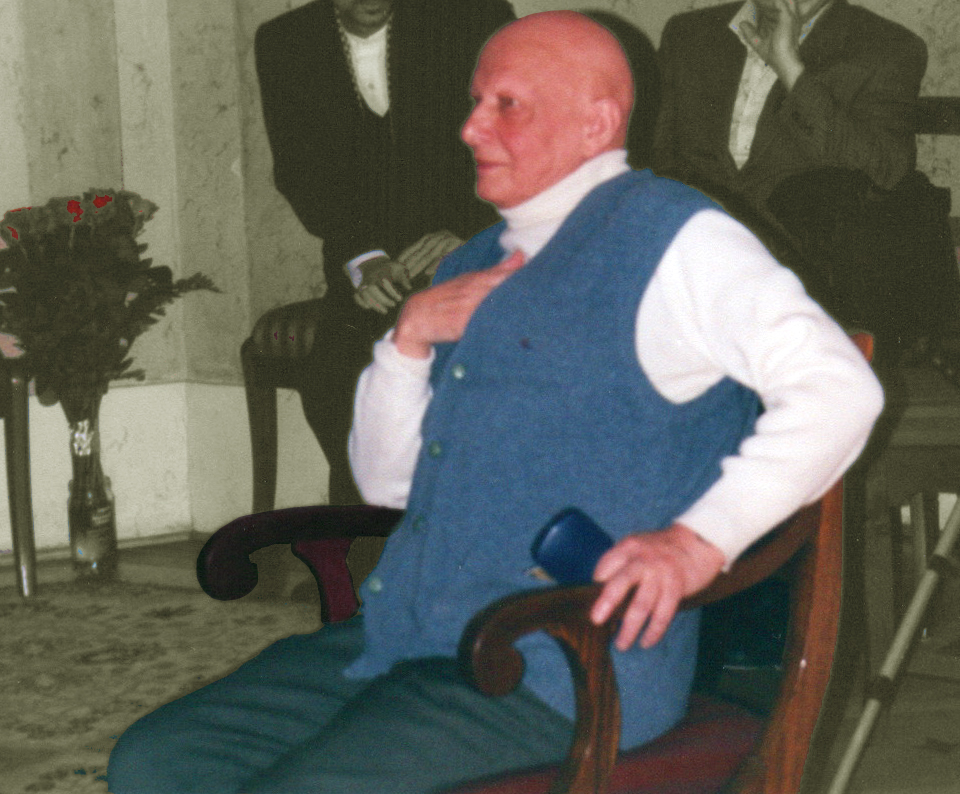
Pur Rahnama 18 maja 2006 r. podczas ceremonii wręczenia Medalu UW, fot. Ivonna Nowicka

W maju 2006 został uhonorowany przez władze Uniwersytetu Warszawskiego Medalem Uniwersytetu Warszawskiego „W uznaniu za wieloletnią pracę i pasję dydaktyczną oraz zaangażowanie w tworzenie iranistyki warszawskiej, a także w podzięce za upowszechnianie kultury perskiej”.
Ostatnia powieść, Dziesięciu Irańczyków i trup w Warszawie, zawiera wątki autobiograficzne.

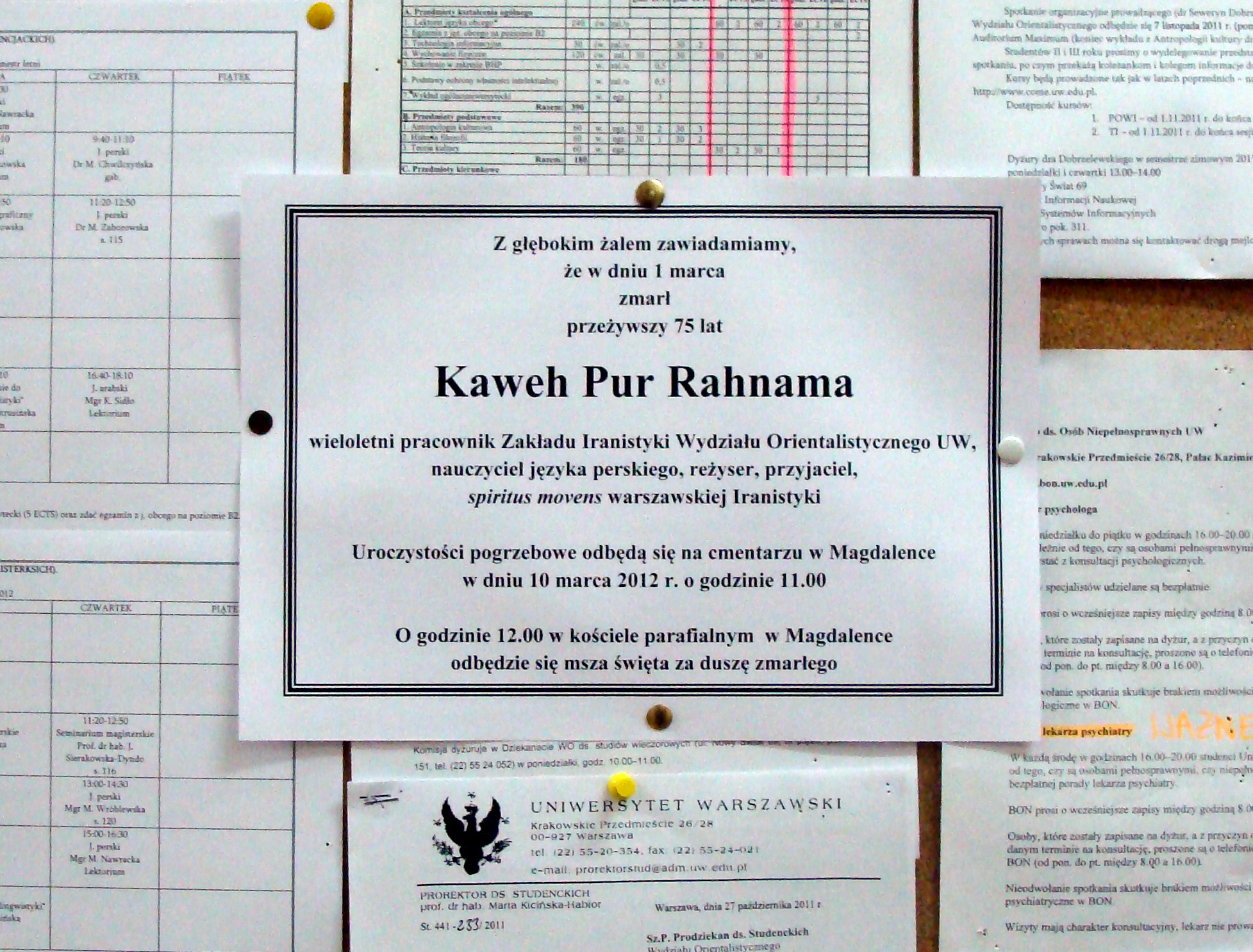
Klepsydra poświęcona Pur Rahnamie w Zakładzie Iranistyki UW, na którym pracował, fot. Ivonna Nowicka

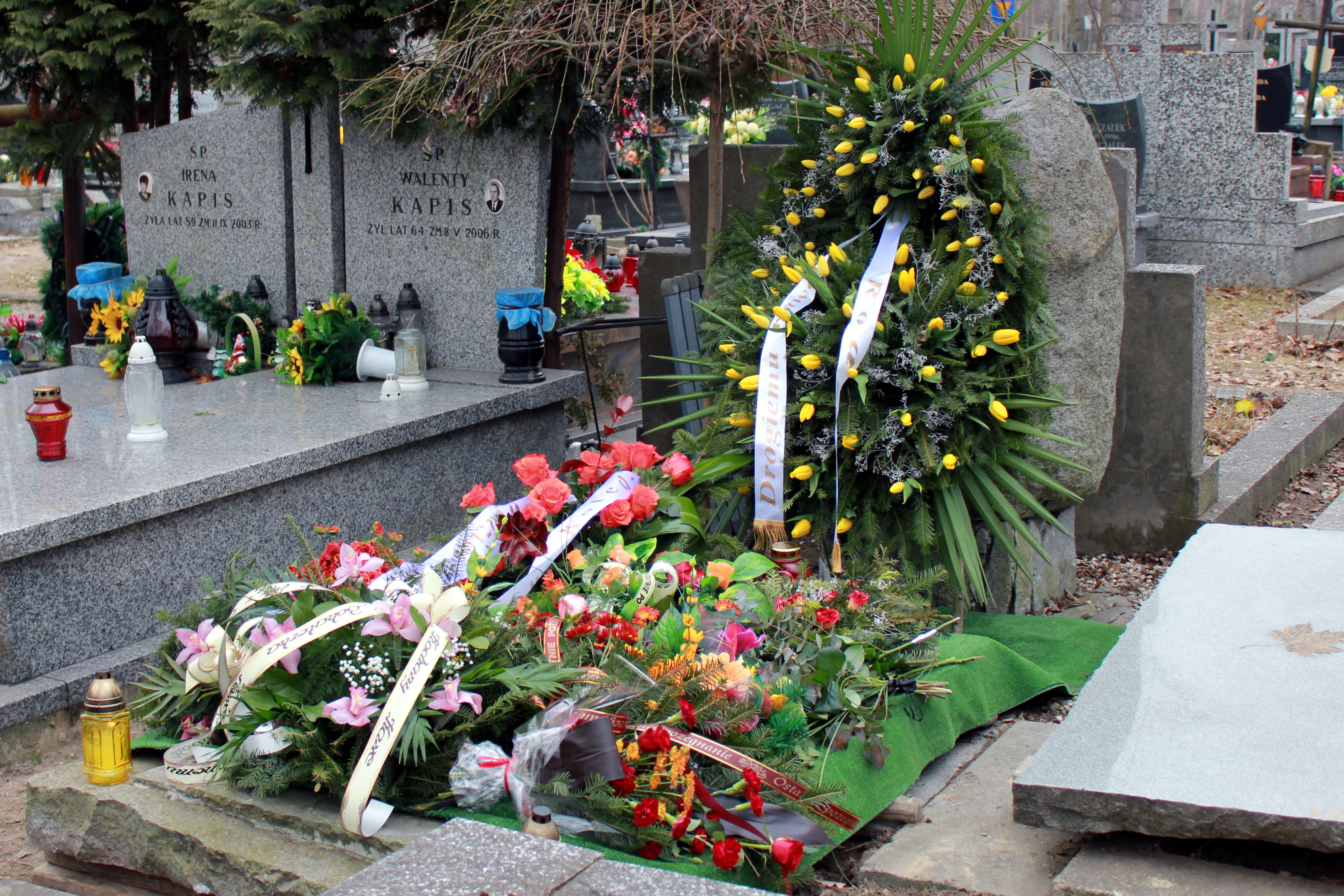
Grób Kawego Pur Rahnamy w dniu pogrzebu, 10 marca 2012, fot. Ivonna Nowicka

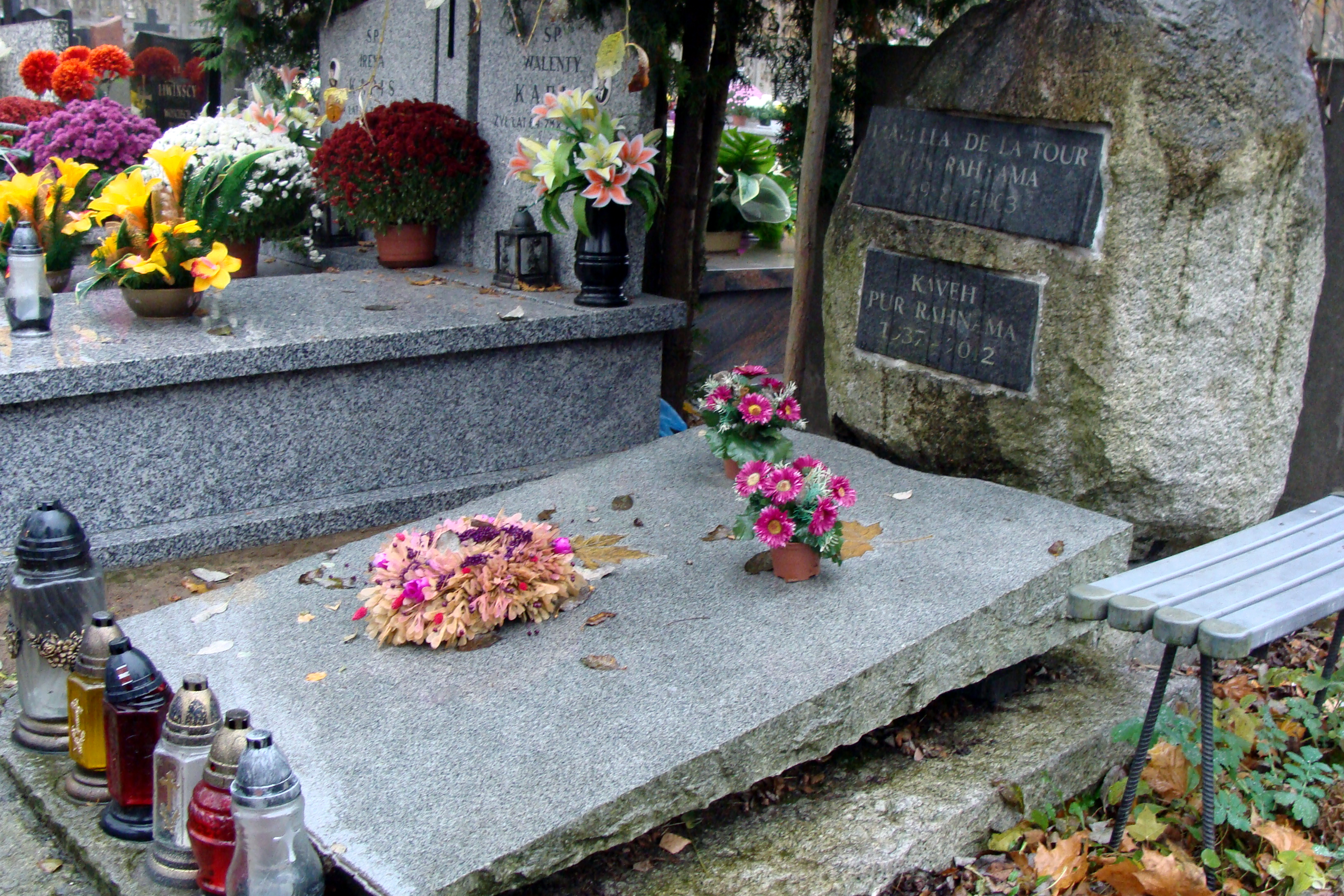
Grób Kawego Pur Rahnamy i jego małżonki, fot. Ivonna Nowicka

Kaweh Pur Rahnama pochowany jest wraz z żoną Izabellą de la Tour Pur Rahnama na cmentarzu parafialnym w Magdalence.

## Publikacje
Powieści:
- Dziesięciu Irańczyków i trup w Warszawie, Warszawa, Wyd. Akademickie Dialog 2006
- Miłości na imię Sufi, Warszawa, Muza S.A. 1998
- Mitra (z: Marian Reniak), Warszawa, Wyd. MON 1988

Podręczniki do nauki języka perskiego:
- Język perski. Część I dla początkujących, Warszawa, Wydawnictwa UW 1980, 1990; Wyd. Akademickie Dialog 1999, 2007
- Język perski. Część II Język prasowy, razem z Moniką Chwilczyńską-Wawrzyniak, Warszawa, Wydawnictwa UW 1988, 1990
- Język perski. Część III Język kolokwialny, Warszawa, Wydawnictwa UW 1986; Wyd. Akademickie Dialog 2001, 2010 (wyd. zmienione i poprawione)
- Język perski. Część IV Język techniczny i administracyjny, razem z Izabellą Pur Rahnama, Warszawa, Wydawnictwa UW 1997
- Język perski. Część V Język mediów, razem z Małgorzatą Wróblewską, Warszawa, Wyd. Akademickie Dialog 2001

Pomocnicze materiały dydaktyczne:
- Kultura Iranu. Wybór tekstów, Warszawa, Wydawnictwa UW 1978
- Wybór tekstów ekonomicznych i handlowych, Warszawa, Wydawnictwa UW 1978
- Współczesna literatura perska. Wybór tekstów, Warszawa, Wydawnictwa UW ok. 1978

## Upamiętnienia
Film dyplomowy Pur Rahnamy doczekał się omówienia Przemysława Benkena w referacie pt. „Propagandowy obraz konfliktu w Indochinach na przykładzie polskiego filmu wojennego Nie ma powrotu Johnny z 1969 r.” wygłoszonym na ogólnopolskiej konferencji naukowej „Filmowcy w rzeczywistości politycznej Polski Ludowej” zorganizowanej przez IPN Szczecin, Szczecin 24.05.2023.